# Karuná
Karuná (Karuṇā sanskrt करुणा) je termín používán v hinduismu, buddhismu, džinismu a sikhismu, znamenající soucit ke všem bytostem bez rozdílu a úsilí být užitečný sám sobě i ostatním.
Buddhismus doporučuje tento soucit soustavně rozvíjet. Soucítěním s trpícími mají totiž lidé vždy před sebou obraz existence strasti, i když jejich nynější život jí může být dočasně zbavený. Soucít je tím posiluje a připravuje na okamžik, kdy je utrpení opět dostihne. Soucit smiřuje se současným životem, neboť ukazuje že životy jiných bytostí jsou často mnohem těžší. Základem soucitu by měl být vhled, že bytosti neseznámené s Buddhovým poselstvím neznají pravou příčinu utrpení ani cestu k úniku z něho. Proto by měl soucit zahrnovat i ty, kteří teď sice jsou šťastní, ale z nevědomosti konají neprospěšné činy, způsobující jejich budoucí utrpení.
Karuná je jeden ze „Čtyř vznešených příbytků“ (brahmavihára), kde ostatní jsou upekkhá (vyrovnanost, klidná mysl), mettá (nesobecká milující laskavost ke všem bytostem bez rozdílu) a muditá (chápavá nesobecká radost).
V hinduismu je karuna základním morálním pilířem, o němž se zmiňuje Pataňdžaliho Jóga sútra (1.33) a také Bhagavadgíta (12.13), podle níž je tento koncept klíčovým k dosažení Boha.